# Stöpafors
Stöpafors är en by i Sunne distrikt (Sunne socken) vid Övre Fryken västra strand, utmed E45 i Sunne kommun i Värmland. Från 2015 avgränsar SCB här en småort.
I byn finns Stöpafors kvarn som levererar stenmalet skrädmjöl till affärer över hela landet. Processen är densamma liksom maskinerna som när kvarnen först togs i drift 1918. Stöpafors var fram till slutet av 1800-talet järnbruk.

## Historia
Tosseberg hemman hade sina utmarker i norra delen av Gräsmark, större delen löstes ut den 25 juli 1661 med 3 riksdaler per skatteöre.
Hemmanen som löstes ut var:
- Granbäck 1/2 mantal skattehemman
- Grinnemo 1/3
- Gräsmarken 1/2
- Hedås 1/3
- Kärr 1/8
- Långtjärn 1/4  (skogfinskt hemman)
- Malsjö 1/3
- N.Bråne 1/4
- N.Forsnäs 1/4

Tosseberg hade vid skattläggningen undantagit ett torp mellan Forsnäs och Kärr. Detta torpställe löstes senare ut och är nu 1/8 hemmanet Linna.